# Nel nome del padre (film 1972)
Nel nome del padre è un film del 1972 diretto da Marco Bellocchio.
Il film è stato selezionato tra i 100 film italiani da salvare.

## Trama
1958, anno della morte di Pio XII. In collegio entra Angelo Transeunti: bello, anticonformista e teorizzatore del Superuomo. Fin da subito, dimostra un'avversione alle regole vetuste dell'istituto, mettendosi contro il vicerettore Padre Corazza. 
Il carisma del giovane ribelle irretisce i compagni, e con un gruppo di essi organizza uno spettacolo blasfemo e grottesco in cui vengono messi alla berlina la fede e il timor di Dio. 
Successivamente, gli inservienti - degli emarginati che subiscono l'estremo sfruttamento mascherato da carità cristiana-  si rivoltano dopo il suicidio disperato di uno di loro.
Alla notizia dell'ammutinamento, gli studenti decidono di ribellarsi a loro volta. Tuttavia, nel momento in cui si tenta un'alleanza coi domestici, i ragazzi, gelosi del proprio status sociale, rifiutano di partecipare. Intanto, anche lo sciopero dei servitori si placa, e Salvatore, capo degli ammutinati, viene licenziato.
Nel finale, Angelo e il folle inserviente Dino si recano nei pressi di un "pero miracoloso" oggetto di peregrinazioni spirituali, ed abbattono l'albero, affermando che "tutto ciò che è anti-scientifico dev'essere eliminato".

## Produzione
Il film fu girato nei primi mesi del 1971 a Roma presso l'ex liceo Massimo in piazza dei Cinquecento e nel teatro Carlo Goldoni ed anche a Bobbio. Il film fu ultimato in tempo per la presentazione alla 32ª Mostra di Venezia, ma il regista chiese come contropartita all'allora direttore Gian Luigi Rondi l'autorizzazione al rientro in Italia di Lou Castel, espulso per la sua attività politica. Non essendo riuscito nel suo intento, Bellocchio si impossessò di una copia del film per poterla proiettare, contro il volere del produttore Franco Cristaldi, alla manifestazione veneziana alternativa Giornate del cinema italiano.

## Accoglienza
È stato scritto che Nel nome del padre spazia da deliranti forme di ribellione contro l'autorità tradizionale messa in atto dagli studenti di un esclusivo convitto a quella dell'oggettivo conflitto di classe della rivolta degli inservienti dello stesso collegio, il tutto attraverso un approccio ironico e distaccato per una seducente trama. L'opera, così come altre dell'epoca che seguono quella dell'esordio, I pugni in tasca, e a tale proposito l'Enciclopedia dello spettacolo cita La Cina è vicina, Sbatti il mostro in prima pagina, Marcia trionfale, non è «riconducibile agli schemi del cinema "politico" corrente in Italia (...)». L'accoglienza su Ombre rosse è appassionata, Saverio Esposito dedica alla pellicola alcune pagine il cui incipit è «La prepotenza registica istintiva di Bellocchio si rivela in questo suo ultimo film al suo meglio» per terminare poi: «Bellocchio ha scelto la sua strada. Rifugge dalla denuncia e dalla elucidazione immediata, continua un discorso di autore. (...) E apre su uno dei nostri possibili futuri, allargando le pareti del momento per indicarcene la costante minaccia».